# 龍景惇
龍景惇（?—?），中國清朝官員，於1888年奉旨擔任台灣府糧捕海防通判，為台灣清治時期後期的澎湖地方政府主官。前身為台灣府糧捕海防通判的該職位，駐守於澎湖地方，主管政經軍事，官職品等為正六品。
| 前任： 李春榮 | 台南府糧捕海防通判 1888年上任 | 繼任： 俞鴻 |